# Tomé Makhweliha
Tomé Makhweliha (ur. 2 stycznia 1945 w Mpwaha) – mozambicki duchowny rzymskokatolicki, sercanin, w latach 2000–2016 arcybiskup Nampula.

## Życiorys
Święcenia kapłańskie przyjął 8 grudnia 1973. 24 października 1997 został prekonizowany biskupem Pemba. Sakrę biskupią otrzymał 18 stycznia 1998. 16 listopada 2000 został mianowany arcybiskupem Nampula. 25 lipca 2016 zrezygnował z urzędu.